# Борковский сельсовет (Липецкая область)
Бо́рковский сельсове́т — сельское поселение в составе Тербунского района Липецкой области.
Административный центр — село Борки.

## История
Образовано на основании Закона Липецкой области от 02.07.2004 N 114-ОЗ «О наделении муниципальных образований в Липецкой области статусом городского округа, муниципального района, городского и сельского поселения». Границы поселения определены Законом Липецкой области от 23.09.2004 N 126-ОЗ «Об установлении границ муниципальных образований Липецкой области».

## Население
| 2009 | 2010 | 2012 | 2013 | 2014 | 2015 | 2016 |
| ---- | ---- | ---- | ---- | ---- | ---- | ---- |
| 690  | ↘675 | ↘667 | ↗686 | ↗689 | ↗693 | ↗699 |
| 2017 | 2018 | 2021 |      |      |      |      |
| ↗709 | ↗724 | ↘601 |      |      |      |      |

## Состав сельского поселения
| № | Населённый пункт | Тип населённого пункта       | Население |
| - | ---------------- | ---------------------------- | --------- |
| 1 | Алешки           | деревня                      | 111       |
| 2 | Апросимовка      | деревня                      | 0         |
| 3 | Апухтино         | деревня                      | 11        |
| 4 | Борки            | село, административный центр | 531       |
| 5 | Плотки           | деревня                      | 22        |

## Экономика
Большинство сельскохозяйственных земель поселения обрабатывается СПК «Борковский», часть земель принадлежит крестьянско-фермерским хозяйствам.
На территории поселения функционирует ряд торговых точек.

## Образование и культура
В поселении функционируют: средняя школа, детский сад, дом культуры, библиотека, Храм Всех святых.
Недалеко от лесного массива располагается детский оздоровительный лагерь, работающий в летний период.

## Достопримечательности
В селе Борки расположена Усадьба Борки, называемая так же Борковский замок. Это единственный в Липецкой области  в английском готическом стиле, является памятником архитектуры последней четверти XIX века. В начале XX века усадьба принадлежала двоюродному брату императора Николая II великому князю Андрею Владимировичу.
Усадебный парк является дендрологическим памятником природы.

## Известные уроженцы
- Герой Советского Союза генерал-майор М. М. Заикин.